# 仰げば尊し
『仰げば尊し』（あおげばとうとし／あふげばたふとし）は、1884年（明治17年）に発表された日本の唱歌。卒業生が教師に感謝し学校生活を振り返る内容の歌で、特に明治から昭和にかけては学校の卒業式で広く歌われ親しまれてきた。ニ長調または変ホ長調が多い（原曲はホ長調）。8分の6拍子で、編曲されたものが何種類か存在する。
2007年（平成19年）に「日本の歌百選」の1曲に選ばれた。

## 概要

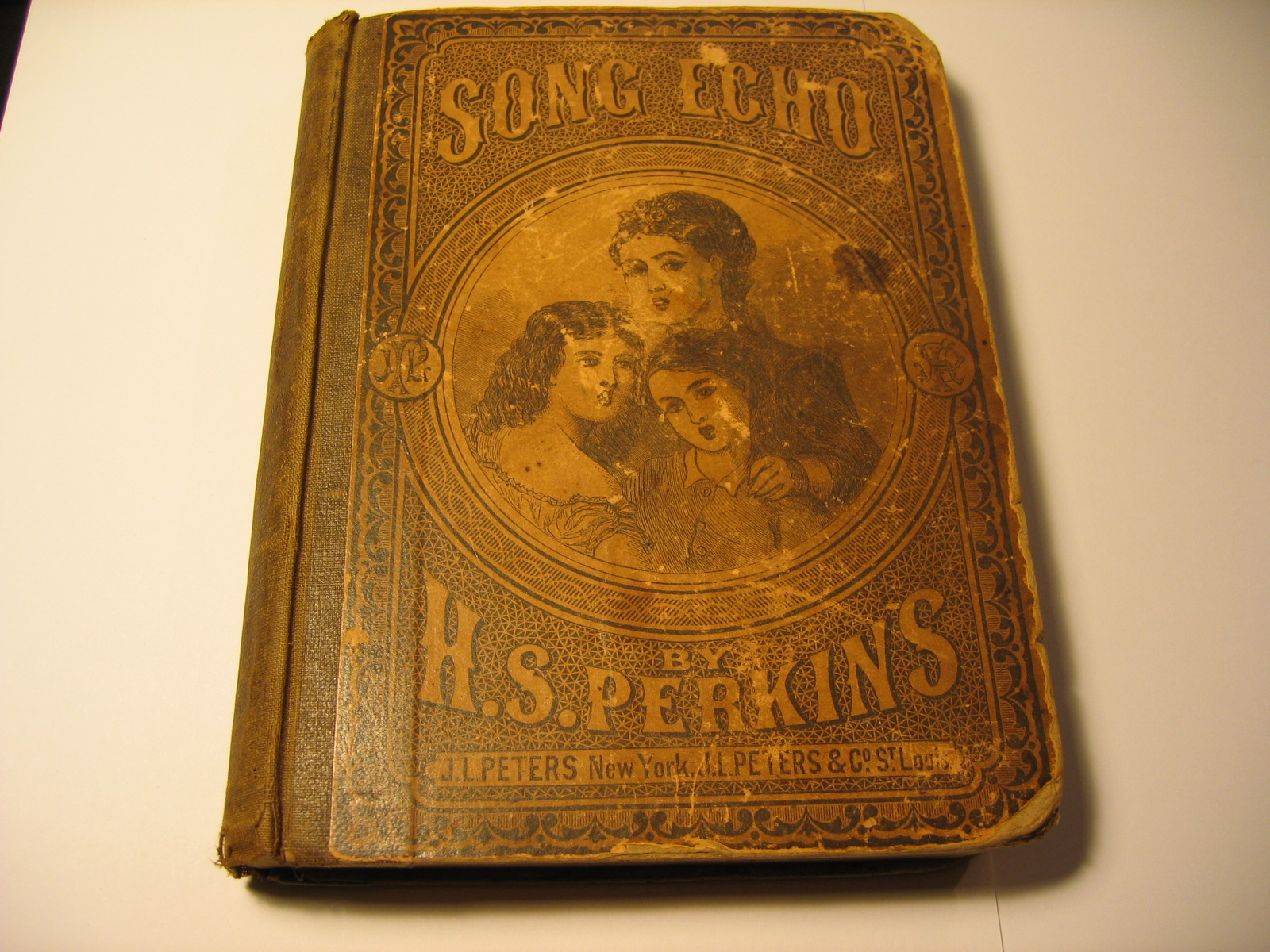
『The Song Echo』の表紙

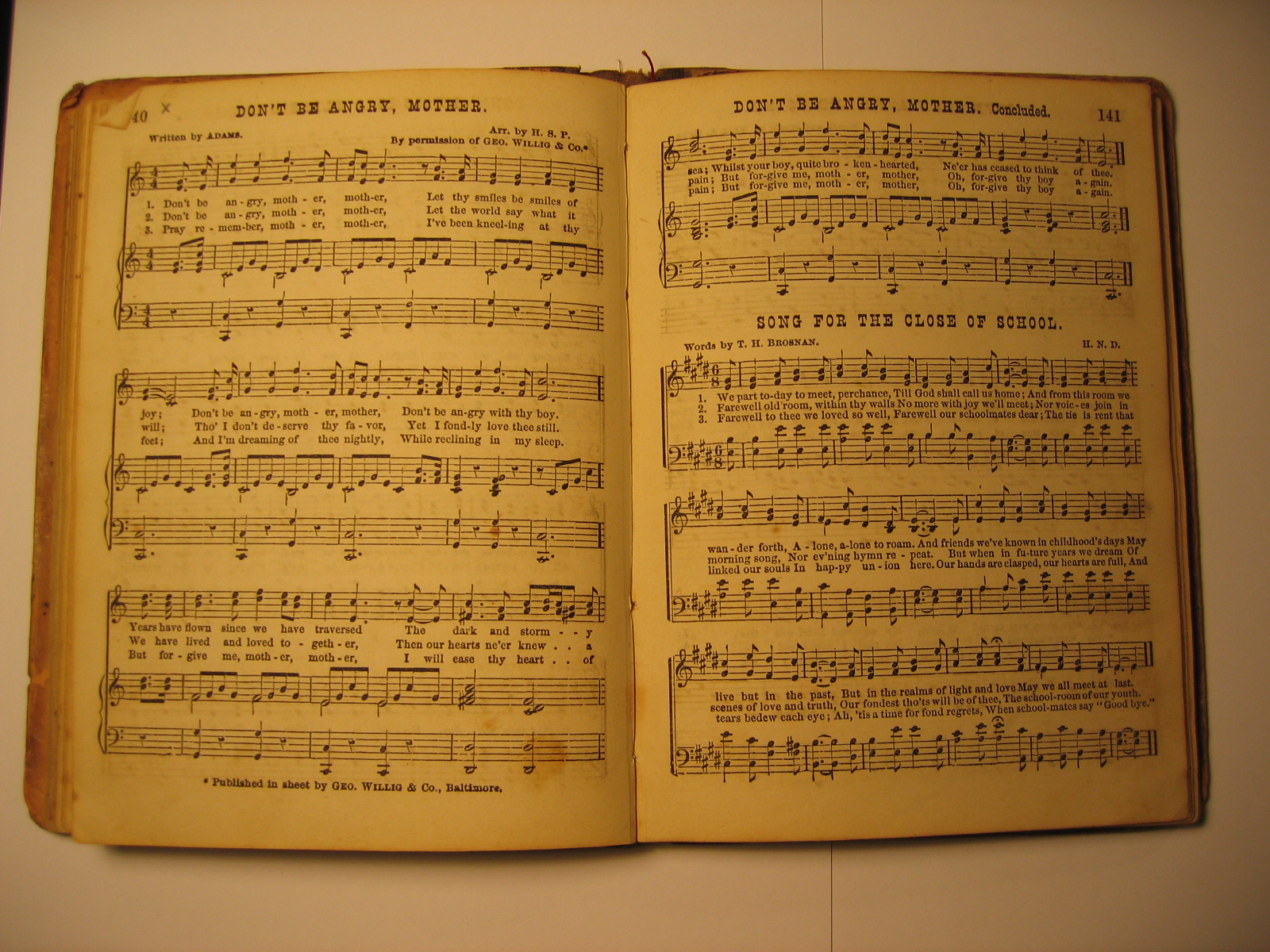
「Song for the Close of School」（141ページ）

明治から昭和、及び平成の初頭にかけては、学校の卒業式においてしばしば歌われた定番の曲であり、2020年代の現在でも40代以上の世代を中心として多くの日本人の記憶に残る歌である。その知名度ゆえ日本の映画やドラマにおいてもたびたび用いられており、映画『二十四の瞳』（高峰秀子主演、1954年公開）に見られるように作品の中でも重要な役割を果たすこともある。
一方、1990年代半ば以降の平成期においては、大都市の公立学校（特に小学校）を中心に卒業式の合唱曲を『仰げば尊し』から『巣立ちの歌』、『旅立ちの日に』、『贈る言葉』、『さくら (森山直太朗の曲)』『夢待列車』(みんなのうた2013年。歌城南海)などその時々の流行曲に変更する学校も散見される。『仰げば尊し』の使用が減った理由としては、歌詞が「いと」「やよ」のような古語を多く含む文語調であるため、特に古文の学習前の小学生にとっては分かりにくいということや、教師を賛美する内容が時代にそぐわないことが背景として挙げられている。
戦後、児童文学者の藤田圭雄はこの歌詞を現代風にアレンジしたが、あまり普及しなかった。また2番の「身を立て名をあげ」の部分が立身出世を呼びかけていて「民主主義」的ではないという見方から、『仰げば尊し』を歌う学校の中には本来の2番を省略して3番を2番として歌うこともある。
この「身を立て名をあげ」という歌詞は、明治時代に盛んに読まれた 『西国立志編』の影響との見方をされる場合があるが、加地伸行は『孝経』開宗明義章の「身を立つるには道を行い、名を後世に揚げ、以て父母を顕すは、孝の終なり」を踏んだ歌詞であり、立身出世ではなく、考道を実践し心身の修養を目指す儒教的な道徳を歌ったものと指摘している。
一方で、近年中国人歌手のジェイド・イン (Jade Yin) による日本語の曲が評判になったことや、桜井雅人による原曲「Song for the Close of School」の発見により、再評価も生まれている。
また、台湾では現在も卒業式の「定番曲」として『仰げば尊し』の中国語版「青青校樹」が広く使用されており、映画『冬冬の夏休み』では冒頭からこの曲が使われている。台湾には日本統治時代に伝わり、終戦以降も引き続き中国語の歌詞によって使用されている。歌詞は「中華文化高揚」というような民族的・政治的な色彩を加えているものの、日本語の歌詞の影響下で作られたものであり、その歌詞においても関連性が認められる。

## 歴史
「仰げば尊し」を巡っては、研究者の間でも長い間作者不詳の謎の曲とされてきた。これまで作曲者については、作者不詳のスコットランド民謡説や伊沢修二説などがあったが、いずれも決定的な証拠がなかった。
しかし2011年1月に一橋大学名誉教授の桜井雅人が、「Song for the Close of School」という楽曲が、1871年に米国で出版された楽譜『The Song Echo: A Collection of Copyright Songs, Duets, Trios, and Sacred Pieces, Suitable for Public Schools, Juvenile Classes, Seminaries, and the Home Circle.』に収録されていることを突き止めた。その旋律やフェルマータの位置は「仰げば尊し」と同一であり、また同書が基本的に初出の歌曲のみを載せていたことから、この楽曲こそが原曲であると推測された（これ以外の収録歌集は現在知られていない）。同書は作曲者を「H. N. D.」、作詞者を「T. H. Brosnan」と記載している。作詞者のブロスナンはその後保険業界で活躍したことが知られているが、作曲者の「H. N. D.」についてはどのような人物であったかは定かではない。「H. N. D.」を『ソング・エコー』の編者ヘンリー・パーキンズ（Henry Southwick Perkins、1833-1914）とする仮説もあるが、確たる証拠はない。
日本には文部省音楽取調掛の伊沢修二らが移植した。正確な経緯は分かっていないが、この歌集が伊沢修二の手元にあったとの記録（手書きの文書）は発見されている
。
日本語の歌詞は、大槻文彦・里見義・加部厳夫の合議によって作られたと言われている。1884年（明治17年）発行の『小学唱歌集』第3編より収録されたのが、唱歌としての始まりである。
原曲を載せた歌集は日本の図書館等では見つかっていないが、アメリカやイギリスの図書館で少数ながら所在が判明しており、また桜井によって版元の違うものを含めて数冊が収集され、研究が進められている。2014年2月にキング・レコードから発売されたCD『仰げば尊しのすべて』には、桜井を含む研究者による解説が添付され、この曲の過去の経緯や現在の状況が述べられている。翌2015年には、『仰げば尊し――幻の原曲発見と『小学唱歌集』全軌跡』（桜井雅人・ヘルマン＝ゴチェフスキ・安田寛共著、東京堂出版）が刊行され、「仰げば尊し」を含む『小学唱歌集』収録曲の全容が判明した。

## 歌詞
題および歌詞は、歴史的仮名遣いでは「あふげばたふとし」である。扇（あふぎ）をおおぎと発音する例に見るように、おおげばとおとしと発音するのが正しい

 
という議論があるが、倒る（たふる）を「たおる」と読み下すのと同様に、仰ぐ（あふぐ）は「あおぐ」と読み下すのが正しい
。
また「今こそ別れめ」は係り結びであり、実際は「今まさに別れよう」というような意味になる。「別れ目」と誤解される場合があるが誤りである。
2番の「身を立て　名を上げ　やよ励めよ」にあたる原詞は「But when in future years we dream Of scenes of love and truth」（だが、幾年も後の未来に、私たちは愛と真実の場を夢見る）である。代替として、藤田圭雄による歌詞も存在する。

### 原詞
|   | 原詞 | 直訳 |
| - | --- | --- |
| 1 | We part today to meet, perchance, Till God shall call us home; And from this room we wander forth, Alone, alone to roam. And friends we've known in childhood's days May live but in the past, But in the realms of light and love May we all meet at last.            | 私たちは今日別れ、まためぐり逢う、きっと、神が私たちをその御下へ招く時に。 そしてこの部屋から私たちは歩み出て、自らの足で一人さまよう。 幼年期から今日までを共にした友は、生き続けるだろう、過去の中で。 しかし、光と愛の御国で、最後には皆と再会できるだろう。 |
| 2 | Farewell old room, within thy walls No more with joy we'll meet; Nor voices join in morning song, Nor ev'ning hymn repeat. But when in future years we dream Of scenes of love and truth, Our fondest tho'ts will be of thee, The school-room of our youth.            | さよなら古き部屋よ、汝の壁の内で、楽しく集うことはもう無い。 朝に声を揃えて歌うことも、午後の賛美歌も、もう繰り返すことはない。 だが、幾年も後の未来に、私たちは愛と真実の場を夢見る。 私たちの最も大切な思い出は、汝、幼き日々の教室となるのだろう。           |
| 3 | Farewell to thee we loved so well, Farewell our schoolmates dear; The tie is rent that linked our souls In happy union here. Our hands are clasped, our hearts are full, And tears bedew each eye; Ah, 'tis a time for fond regrets, When school-mates say "Good Bye." | さよなら私たちがかく愛した汝よ、さよなら親愛なる級友たちよ。 私たちの魂を、幸せなひとつの繋がりとしてきた絆は解かれた。 私たちの手は固く握られ、心は満ち、そして目には涙をたたえ。 ああ、これぞ惜別の時、級友たちの言葉は「さよなら」。                         |

## カバー
- 1984年（昭和59年）に、パンク・ロックバンド「ザ・スターリン」のボーカルであった遠藤ミチロウがこの楽曲をパンク・ロック調でカバーした。
- 1995年（平成7年）にSMAPがシングル『KANSHAして』のカップリング曲としてカバー。途中でメンバーによるラップも入るなど軽快な曲としてアレンジされている。
- 2008年（平成20年）2月に日本デビューした中国人女性歌手ジェイド・インが公式サイトでこの曲のカバーを配信している。
- 同年に、たかはし智秋・今井麻美がラジオ大阪『THE IDOLM@STER RADIO』の1コーナー「歌姫楽園selection」にてカバーし、2008年6月発売のアルバム『THE IDOLM@STER RADIO COLORFUL MEMORIES』にも収録された。
- 2009年（平成21年）12月発売の井上堯之のアルバム『COMEBACK』に、カバーが収録されている。
- 2010年（平成22年）12月発売のyu-yuのアルバム『Always』に、カバーが収録されている。
- 2011年（平成23年）10月発売のアルバム「『日常』の合唱曲」に佐咲紗花がこの曲をカバーし、「日常」第22話エンディングで使用している。
- 2012年（平成24年）2月発売のアルバム『六弦心』に、同アルバムのプロデューサーである山本恭司がこの曲をギターソロでカバーしている。
- 2013年（平成25年）12月発売の薬師丸ひろ子のカバーアルバム『時の扉』に収録。
- 2014年（平成26年）英語バージョン
- 2015年（平成27年）3月にさくら学院の通算2枚目のDVDシングルとして発売された。詳細は、「仰げば尊し 〜from さくら学院 2014〜」を参照。

## 「仰げば尊し」が登場する作品
- 東映映画『ひめゆりの塔』（昭和28年公開）。防空壕内で行われた卒業式のシーンで女学生達が合唱する。
- 1954年に公開された映画『二十四の瞳』（主演：高峰秀子、松竹）では、オープニング・エンディングで合唱されている。
- 1979年~2011年に放送されたドラマ「3年B組金八先生」（主演・武田鉄矢、TBS系列）の各シリーズの卒業式で歌うシーンがある。
- 1984年に公開された台湾映画『冬冬の夏休み』 (監督：侯孝賢)では、冒頭の卒業式で小学生たちが合唱している。
- 1985年に公開された映画『ビルマの竪琴』（主演：石坂浩二・中井貴一、東宝）では、水島上等兵（中井貴一）が収容所の柵越しに姿を現せて、竪琴で演奏して森の中へ去って行くシーンがある。
- 1987年に公開された映画『ラストエンペラー』（音楽：坂本龍一）では、主人公(溥儀)の教師 レジナルドがイギリスへ旅立つ際、駅にいた民族楽器の集団がこの曲を演奏するシーンがある。
- 1990年に放送されたドラマ『地球戦隊ファイブマン』最終回である第48話では、宇宙に旅立つことにした星川兄弟に向けて、兄弟の教え子である小学校の生徒たちが、合唱するシーンがある。
- 1993年に放送されたドラマ『高校教師』（主演:真田広之・桜井幸子、TBS系列）では、最終回のクライマックスに流された。
- 1999年に最終回が連載された『地獄先生ぬ〜べ〜』（原作：真倉翔・作画：岡野剛、集英社）にて、本作の主人公で童守小学校5年3組担任の鵺野鳴介が九州へ転出する際に、生徒（通称：ぬ〜べ〜クラス）が一番を合唱するシーンがある。
- 2004年に放送されたアニメ『マリア様がみてる-春-』第五話「いつしか年も」で使用された
- 2005年に放送されたドラマ『女王の教室』（主演：天海祐希、日本テレビ系列）では、最終回に教室で生徒全員が教師・阿久津に向けて大合唱をした。
- 2006年に発売されたゲーム「D.C.II 〜ダ・カーポII〜」では、天枷美夏ルートのEDとして、出演キャスト全員で歌ったこの曲が使用された。
- 2007年に放送されたドラマ『ウルトラマンメビウス』第41話で、地球に帰還したウルトラマン80=矢的猛に向けて、かつて彼の教え子だった桜ヶ岡中学の元生徒たちが合唱をするシーンがある。
- 2007年に完結した漫画『金色のガッシュ!!』（原作：雷句誠、小学館）では、最終回前の重要な場面に使用された。
- 2010年に放送されたアニメ『Angel Beats』の最終回、死んだ世界戦線(sss)の卒業式に歌った。
- 2011年に放送されたアニメ『日常』（原作：あらゐけいいち、KADOKAWA｛旧　角川書店｝）で、第22話のEDで使用された。
- 2014年に放送されたアニメ『悪魔のリドル』の最終回の卒業式に一ノ瀬 晴が歌った。
- 2015年に放送されたアニメ『がっこうぐらし!』の最終回の卒業式に学園生活部が歌った。
- 2019年に公開されたアニメーション映画『天気の子』のクライマックスシーンで主人公・帆高ら生徒が、高校の卒業式で歌った。